# Гипноз

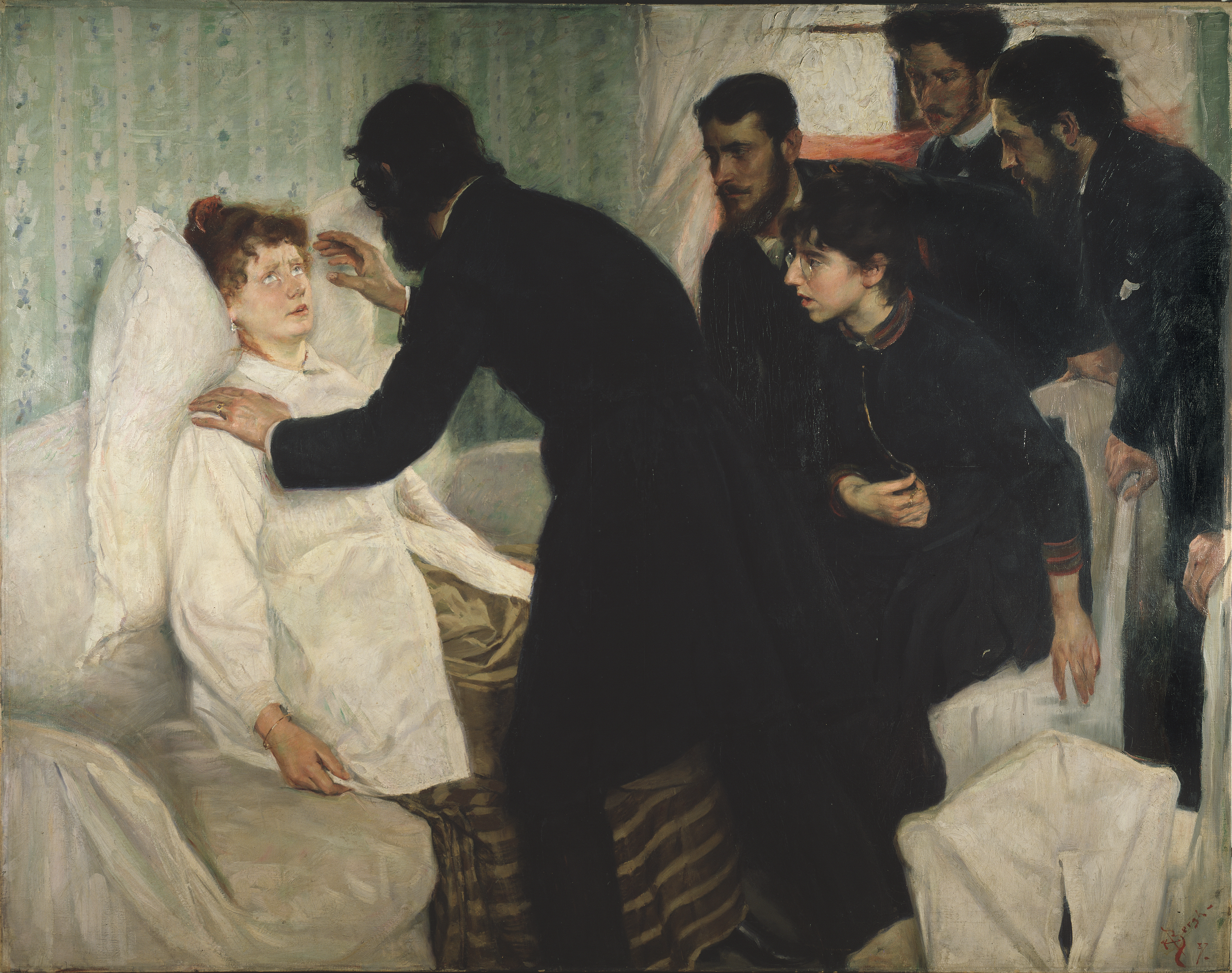
Сеанс гипноза, картина Ричарда Берга

Гипно́з (др.-греч. ὕπνος «сон») — временное состояние, характеризующееся резкой фокусировкой внимания и высокой подверженностью внушению; состояние гипноза вызывается воздействием гипнотизера или целенаправленным самовнушением.
Вопреки распространённым заблуждениям, состояние гипноза не похоже на сон. Это состояние не может быть вызвано против воли. Гипноз увеличивает вероятность появления ложных воспоминаний; успешность введения в гипноз определяется не только навыком гипнотизёра, но и гипнабельностью испытуемого; загипнотизированные люди сохраняют память, способны лгать, сопротивляться внушениям, гипноз не может заставить людей проявлять несвойственную им физическую силу или делать нехарактерные или неприемлемые для них вещи.
Вопрос о том, относится ли гипноз к изменённым состояниям сознания, остаётся открытым. Данные исследований показывают, что гипноз сопровождается изменениями в работе мозга, но достоверный физиологический маркер, указывающий на дискретное состояние гипноза, пока не найден.

## История
Гипнотическое воздействие известно более 3 тысяч лет. Оно применялось жрецами Древнего Египта, Индии, Тибета, врачевателями Востока, позднее использовали в своей практике врачеватели Древней Греции и Рима. Гипноз назывался разными именами (Шойфет).
Этнограф Мирча Элиаде обнаружил, что состояние транса используется в многочисленных культурах по всему миру, например на Тибете, в Сибири, в Корее и в Южной Америке. Средневековый врач Ибн Сина писал о том, что человек может воздействовать на внешние явления силой взгляда. Он также ввел понятия внушения и самовнушения.
В Европе в XVIII в. Антон Франц Месмер называл гипноз животным магнетизмом. В 1784 году ученик Месмера Арман де Пюисегюр (1751—1825) сделал важное открытие. Он выяснил, что для лечения нет необходимости в прикосновении к телу пациента. Сначала де Пюисегюр вызывал «целительные кризисы», производя пассы на расстоянии около 30 см от пациента. Затем де Пюисегюр пришёл к выводу, что в этих кризисах нет необходимости. Вместо этого он начал погружать пациентов в состояние, внешне схожее со сном; де Пюисегюр назвал это состояние «сомнамбулизмом». В этом состоянии пациент становился способен указать на причину своей болезни. Несмотря на это открытие, де Пюисегюр продолжал верить в силу магнетизма. В частности, для того, чтобы большее число больных могло получить исцеление, он «намагнетизировал» дерево в своём имении. Одним из объектов изучения для де Пюисегюра был крестьянин по имени Виктор. Неграмотный и склонный выражаться грубо, в состоянии «сомнамбулизма» Виктор говорил на очень правильном и изысканном языке. Кроме того, в этом состоянии Виктор был способен устанавливать медицинские диагнозы, точность которых изумляла врачей.
В 1813 году вышла в свет книга «О причине сна в ясном сознании» («De la cause du sommeil lucide») аббата Фариа (1756—1819), португальского католического монаха родом из Гоа. С точки зрения Фариа, не существует никакого магнетического флюида, а состояние транса возникает благодаря эффекту фасцинации (завораживания) субъекта гипнотизёром и силой убеждения, которую использует гипнотизёр. Фариа обычно пристально смотрел в глаза того, кого он хотел загипнотизировать, а затем твёрдым тоном приказывал ему уснуть и одновременно с этим сильно надавливал на плечи, чтобы заставить его сесть в кресло. Если этого оказывалось недостаточно, Фариа приказывал пристально смотреть на объект до тех пор, пока не наступит состояние транса. Фариа был способен вызвать у гипнотизируемых слуховые, зрительные, вкусовые и обонятельные галлюцинации. Он также заложил основы сценического гипноза. В 1819 году ученик Фариа Жюль Дени Дюпоте начал использовать гипнотический транс для обезболивания при удалении зубов и прочих стоматологических вмешательствах, а затем и при хирургических операциях. Ему удалось успешно провести обезболивание при нескольких десятках операций, в частности, как минимум, одной ампутации ноги. Шотландский хирург Джеймс Эсдейл провёл несколько сотен операций с гипнообезболиванием. Используя технику магнетизации Месмера, он добивался того, что пациент погружался в глубокий транс. В настоящее время термин «транс Эсдейла» означает состояние глубокой диссоциации, когда индивид не только полностью теряет чувствительность к боли, но даже не воспринимает внушения терапевта.
Термин «гипноз» был создан около 1820 года учеником Месмера Этьеном Феликсом д’Энэн де Кувиллер (1755—1841). В 1842 году английский врач Джеймс Брэйд показал, что при фиксировании взгляда на блестящем предмете происходит особое состояние тела и ума, которое он в 1843 году также назвал «гипнозом».
В 1859 году французский врач Поль Брока представил Академии наук хирургическую операцию с гипнотическим обезболиванием.
В первой половине XIX в. произошло разделение исследователей гипноза на две школы:
- «флюидистов» — тех, кто, как и Месмер, верил в существование флюидов;
- «анимистов» — тех, кто существование флюидов отрицал[19].

В дальнейшем слово «флюид» было заменено на «ряд физических факторов», а «воображение» — на «внушение». В настоящее время существенных изменений не произошло, усложнился только терминологический аппарат.

### Парижская школа гипноза
В 1875 году ученик Фариа бельгиец, называвший себя Донато (настоящее имя А. Е. д’Онт, 1845—1900), начал проводить спектакли с использованием гипноза. На одном из этих спектаклей присутствовал французский невролог Жан Мартен Шарко, главный врач отделения неврологии в парижской больнице Сальпетриер. Заинтересовавшись техникой гипноза, Шарко занялся её изучением на пациентах отделения. Шарко не использовал гипноз с лечебными целями, его работа была исключительно экспериментальной. В частности, Шарко исследовал такие гипнотические состояния, как летаргия, каталепсия и сомнамбулизм.
Особенностью техники гипноза Шарко являлись шоковые методы наведения транса. К гипногенным физическим факторам им были отнесены свет, температура, атмосферное давление, электричество, магнит, металлы, лекарственные вещества, звук, тактильные раздражения и др.

### Нансийская школа гипноза
До сих пор в Нанси (Франция) существует институт гипноза, главой которого был Ипполит Бернгейм, который придерживался той точки зрения, что все проявления гипноза сводятся к внушению и оказанию воздействия на воображение человека. «Уберите воображение пациента и авторитет гипнотизёра, и у вас ничего не получится», — так говорили в Нанси. Бернгейм считал, что стадии гипноза, которые наблюдал Шарко, обусловлены внушением, исходящим от гипнотизирующего, а не патологической природой самого гипноза.
Парижская школа гипноза, напротив, утверждала, что все проявления гипноза сводятся к физическим воздействиям, то есть к потокам тепла, воздействию света, влиянию музыки и т. д., что вводит человека в особое состояние сознания, то есть гипноз.
Из этого разночтения сложились различные методы, которые используются для введения в гипноз. 
В 1889 году на Интернациональном конгрессе гипноза школа Нанси одержала победу над школой Сальпетриера. В 1890 году произошло сближение между этими школами: врач-невролог Жозеф Бабинский, руководитель клиники, созданной Шарко, признал, что гипноз может использоваться с лечебными целями.

### Российская и советская школа
Во время расцвета позитивизма, в 1880-е гг., врачи уже не удовлетворяются ссылками на некие основания, они ищут физиологические механизмы гипноза. В 1881 г. (за год до речи Ж.-М. Шарко в Парижской Академии наук, положившей начало научному признанию гипноза) врачи Одесской городской больницы О. О. Мочутковский и Б. А. Окс сообщают о проведённых ими гипнотических опытах с пациентками, больными истерией, подобных экспериментам Ж.-М. Шарко, А. Бине, Ш. Рише с ошибками восприятия, раздвоением личности и прочим. В те же годы опыты по гипнотизации проводил в Казани И. В. Годнев; к исследованиям гипнотизма обратилось Московское психологическое общество, на заседаниях которого с докладами о гипнозе, сопровождаемыми демонстрациями, выступали психиатры А. А. Токарский и Г. И. Россолимо. Состояния гипноза и естественного сна сравнивал врач-психиатр, ученик А. А. Токарского, П. П. Подъяпольский; гипноза и наркотического опьянения — С. Н. Данилло, М. Н. Невский, В. Е. Рожнов и А. Н. Клочко. Наконец, для выяснения общебиологического механизма гипноза проводились опыты на животных: так, В. Я. Данилевский (Харьков) на Международном конгрессе по физиологической психологии в 1889 г. доложил о результатах гипнотизирования разных животных — от раков и омаров до птиц и кроликов. Позже, в начале века опытами с гипнотизированием животных занимались В. М. Бехтерев и сотрудники его клиники.
В начале XX века большой вклад в развитие гипноза внесли знаменитые русские исследователи: Владимир Михайлович Бехтерев и Константин Иванович Платонов.
В 1896 г. В. М. Бехтерев выступал в качестве эксперта в первом судебном деле в России о применении гипноза — деле об убийстве крестьянина Буравова, в котором к обвиняемой для получения необходимых сведений также применялся гипноз.
Первая в стране школа гипноза была основана в Саратове русским психиатром, гипнологом, Михаилом Павловичем Кута́ниным. При этом он использовал опыт, полученный им в Западной Европе. Кутанин стал основоположником русской школы гипноза. Он владел искусством гипнотического воздействия в совершенстве, гипнотизируя одновременно по нескольку десятков человек.

### Зигмунд Фрейд
Зигмунд Фрейд (1856—1939), основатель психоанализа, изучал гипноз в парижской школе и, бегло, в нансийской.
Поначалу Фрейд был активным сторонником гипнотерапии. Он «в самом начале [сеанса] гипнотизировал пациентов и нажимал им на лоб, чтобы помочь им сконцентрироваться при попытке восстановить (предположительно) подавленные воспоминания», и вскоре он начал акцентировать внимание на гипнотической регрессии и абреакции как на терапевтических методах. В духе симпатии им была написана энциклопедическая статья о гипнозе, переведённая в одной из работ Бернгейма на немецкий язык. Опубликовал важную серию тематических исследований со своим коллегой Йозефом Брейером под названием «Исследования по истерии» (1895). Эта работа стала основополагающим текстом для последующих традиций, известных как «гипноанализ» или «регрессивная гипнотерапия».
Тем не менее Фрейд постепенно стал отказываться от гипноза в пользу психоанализа, симпатизируя свободным ассоциациям и интерпретации бессознательного. Борясь с большими временны́ми затратами, требуемыми психоанализом, Фрейд позже предположил, что чистый психоанализ может быть совмещён с гипнотическим внушением, чтобы ускорить процесс лечения. Однако, по его мнению, это может ослабить результат: «Весьма вероятно также, что применение нашей терапии к числам заставляют нас сплавить чистое золото психоанализа с медью прямого [гипнотического] внушения».
Лишь горстка последователей Фрейда, однако, была достаточно квалифицированна в гипнозе для попытки синтеза. Их работа имела ограниченное влияние на гипнотерапевтические подходы, известные теперь по-разному: «гипнотическая регрессия», «гипнотическая прогрессия» и «гипноанализ».

### Дейв Элман
Американец Дейв Элман (настоящее имя Дейв Копелман) (1900—1967) провёл множество курсов для врачей, обучая их медицинскому гипнозу и гипнообезболиванию. Пожалуй, самая известная часть элмановского наследия — его метод быстрой гипнотической индукции, называемой «наведение по Элману» — эта техника позволяет за несколько минут добиться состояния глубокого транса. Это наведение является четко структурированным, что позволяет проверить глубину наведенного транса на каждом этапе работы. В настоящее время эта техника широко используется гипнотерапевтами во всём мире.

### Милтон Эриксон
Милтон Эриксон (1901—1980) был одним из самых влиятельных послевоенных гипнотерапевтов. В 1923 году, после участия в семинаре по гипнозу, он заинтересовался этим методом. Он написал несколько книг и журнальных статей на эту тему. В течение 1960-х годов Эриксон популяризировал новую ветвь гипнотерапии, известную как «эриксонианская», которая характеризовалась прежде всего косвенным внушением, обилием метафор, техник запутывания и двойных посланий вместо формальных гипнотических индукций. Однако разница между методами Эриксона и традиционной гипнотерапией заставила современников, таких как Андре Вайтценхоффера, задаться вопросом, практиковал ли тот «гипноз», и его подход остаётся под вопросом.

Эриксон без колебаний представлял какой-либо предполагаемый эффект как «гипноз», независимо от того, находился ли клиент в гипнотическом состоянии или нет. Фактически он не колебался, выдавая любое поведение за гипнотическое, являлось ли оно им или нет.
Оригинальный текст (англ.)Erickson had no hesitation in presenting any suggested effect as being "hypnosis", whether or not the subject was in a hypnotic state. In fact, he was not hesitant in passing off behaviour that was dubiously hypnotic as being hypnotic.

Часто ошибочно считается, что Эриксон не устанавливал диагноза. На самом деле Эриксон посвящал диагностике значительное время, но его диагноз был системным. В частности, Эриксон наблюдал за стилем общения пациента, выяснял, каково его место в семейных отношениях и в социальной структуре, каков его психологический возраст и т. д. Кроме того, Эриксон устанавливал диагноз не до начала терапевтического вмешательства, а в процессе терапии, поскольку с его точки зрения, для того, чтобы понять что-либо, необходимо попытаться на это воздействовать.
В 1957 году Эриксон создал Американское сообщество клинического гипноза.
В 1950 году была создана Американская ассоциация медицинского гипноза под руководством Эриксона. В 1957 году Эриксон создал Американское сообщество клинического гипноза.
В 1990 году появилась направление «нового гипноза», разработанное Аарозом, Росси и Годэном.

## Техники и приёмы

### Индукция гипноза
Индукция (также называемая «наведением») является техникой для введения в транс. Трансовые феномены могут возникать и без использования индукции (например, спонтанные трансы повседневной жизни). Но если терапевт имеет целью введение пациента в транс в момент терапевтической сессии, то ему необходимо использовать специфическую технику для создания трансового состояния. Целью индукции является постепенное отстранение пациента от осознания внешнего мира и погружение в образы и мысли, внушённые терапевтом или созданные собственной памятью и воображением пациента. Индукции различаются по стилю и методу. Индукция может быть как авторитарной (например, «Вы становитесь всё более и более расслабленным и чувствуете себя…»; «Я хочу, чтобы вы представили себе…»), так и пермиссивными («Возможно, вы захотите…» или «Вам может показаться…»). Рекомендуется использовать спокойную, уравновешенную и плавную речь.

### Углубление
После проведения индукции обычно применяются специальные техники для углубления состояния транса. Углубление может быть достигнуто с помощью следующих методов:
- прямое внушение (например, «Позвольте себе всё глубже погружаться в это состояние…»);
- предложение вообразить себя в приятном, спокойном, безопасном месте;
- предложение вообразить себя в процессе спуска или подъёма (например, спуска с горы);
- внушение ощущения тяжести (например, в руке), при этом внушается, что по мере того, как часть тела становится тяжелее, клиент всё глубже погружается в состояние транса;
- так называемая фракционная техника: клиенту предлагается то открывать глаза на короткий промежуток времени (при этом он ненадолго выходит из транса), то закрывать глаза. В момент каждого закрытия глаз внушается, что при этом состояние транса станет ещё более глубоким; также клиенту внушается, что его веки становятся всё более тяжёлыми и что клиенту всё менее хочется открыть глаза, ему всё больше хочется оставаться в приятном состоянии транса;
- с помощью концентрации внимания на дыхании, при этом внушается, что с каждым выдохом состояние транса углубляется;
- с помощью счёта: гипнолог ведёт счёт в обратном порядке (например, от 10 до 0) и с каждой произнесённой цифрой внушает, что состояние транса углубляется;
- в эриксоновском гипнозе могут рассказываться истории, причем гипнолог делает акцент на словах или метафорах, связанных с углублением (например, «продолжить спуск»), а также с расслаблением и комфортом[31].

### Постгипнотическое внушение
Данный тип внушений касается изменений, которые должны произойти либо сразу после выхода из транса, либо отсроченно во времени. Изменение может произойти на уровне поведения, улучшения эмоционального состояния или укрепления внутренних ресурсов, необходимых для изменения поведения в дальнейшем. Постгипнотическое внушение производится в состоянии транса, когда сознание пациента освобождено от влияния прошлого негативного опыта, что облегчает принятие внушения, нацеленного на изменение. Постгипнотическое внушение также будет эффективным, если оно сделано в момент выхода из транса. Внушение этого типа обычно строится по следующей схеме:
| Контекст, в котором желаемое изменение будет иметь место, (например, «всякий раз, когда…», «как только…») + желаемое изменение (например, «наступит глубокое расслабление»). |
| --- |

Пример постгипнотического внушения: «как только вам захочется поднести сигарету ко рту, ваша рука станет тяжёлой, она опустится, и вы ощутите глубокий покой». Иногда постгипнотическое внушение создает феномен амнезии, то есть забвения того, что происходило в процессе сеанса гипноза. Это уменьшает влияние сознания и облегчает работу бессознательного для произведения желаемого изменения после сеанса гипноза.

### Разговорный гипноз
Данная техника является формой гипноза без формального введения клиента в состояние транса, при этом клиента не просят закрыть глаза. Элман называл это состояние «гипнозом в состоянии бодрствования». Данный подход использует методы эриксоновского гипноза и краткосрочной психотерапии. Используемые приёмы направлены на:
- создание у клиента состояния поглощённости внимания тем, что говорит терапевт;
- обход критического сознания клиента;
- активация бессознательных процессов.

Кроме того, гипнолог использует терапевтические метафоры, указывающие на позитивные изменения в состоянии и поведении клиента.
Метод используется в коучинге и обучении, с детьми, с клиентами, имеющими сильное сопротивление или находящимися в состоянии сильного эмоционального возбуждения, в кризисных ситуациях, и т. д. Он также может быть полезным для подготовки к последующему введению в формальный транс. Наконец, он может применяться после выхода клиента из формального транса, поскольку в этот момент клиент всё ещё пребывает в состоянии лёгкого транса и более восприимчив к внушениям.
Некоторые методы негипнотической психотерапии (гештальт-терапия, психодрама, арт-терапия, символдрама и т. д.) по сути используют разговорный гипноз, поскольку в них создаётся состояние лёгкого транса с открытыми глазами. Некоторые авторы считают, что техника десенсибилизации и переработки движением глаз также использует элементы разговорного гипноза, поскольку в ней используются такие приёмы, как создание безопасного места, концентрация внимания на внешних стимулах (например, на движении руки терапевта), регрессия в прошлое для поиска травмирующих событий (например, так называемый «аффективный мост» и «соматический мост») и обнадёживающие клиента внушения.

## Применение

### Гипнотерапия

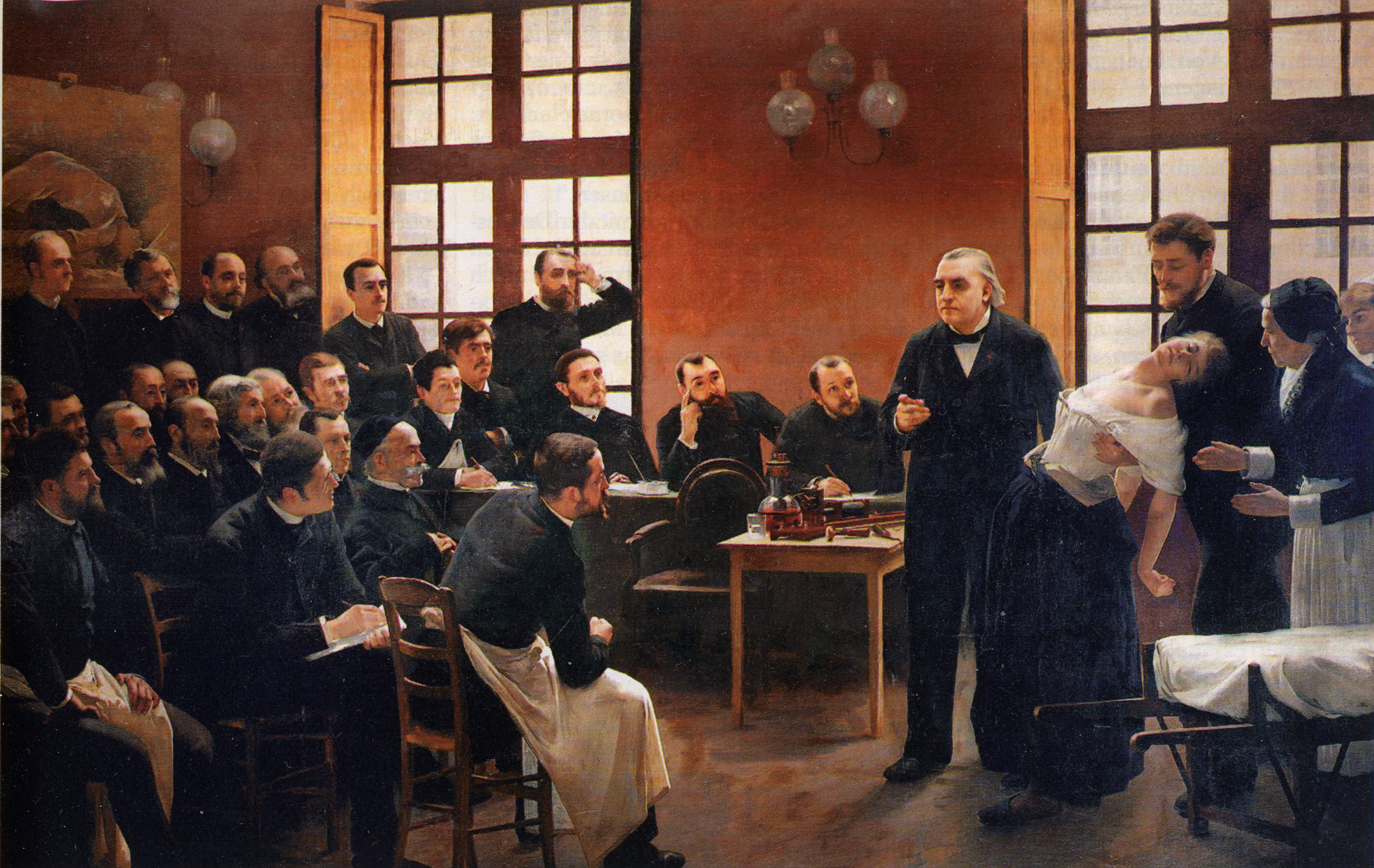
Профессор Шарко демонстрирует гипноз в Сальпетриере на пациентке, страдающей истерией, см. Клинический урок в Сальпетриер

Гипнотерапия — это использование гипноза в психотерапии. Он применяется лицензированными врачами, психологами и другими специалистами. Врачи и психологи могут использовать гипноз для лечения депрессии, тревоги, расстройств пищевого поведения, нарушений сна, игроманий и посттравматического стрессового расстройства, в то время как сертифицированные гипнотерапевты, которые не являются врачами или психологами, часто занимают нишу по борьбе с курением и лишним весом. В законах Российской Федерации нет определения для гипноза, нет отдельной специальности «гипнотерапевт». Официально применять гипноз в терапевтических целях могут лица, имеющие соответствующие сертификаты или владеющие профессиональными знаниями в данной области.
Гипнотерапия является полезным дополнением к другим методам лечения в психиатрии и имеет добавочный эффект при лечении психических расстройств, таких как вышеназванные, наряду с научно доказанным методом когнитивной терапии. Гипнотерапию не следует использовать для восстановления или «освежения» памяти, поскольку воспоминания, полученные в гипнозе, выглядят так же достоверно, как и настоящие, что неизбежно увеличивает веру и в ложные воспоминания.
Предварительные исследования позволяют предположить полезность кратких гипноинтервенций при купировании боли у пациентов с болезненной ВИЧ-ассоциированной дистальной симметричной полинейропатией по причине истории их применения при управлении болью, наличия пролонгированного эффекта от кратких вмешательств, возможности обучать пациентов самогипнозу, экономической эффективности и преимуществ этого метода лечения в сравнении с фармацевтическими препаратами.
Гипноз сегодня используется с переменным успехом в различных формах, таких как:
- Регрессивная гипнотерапия
- Эриксоновская гипнотерапия
- Терапия частей (самостоятельных единиц сознания)[43]
- В дополнение ко многим другим психотерапевтическим методам, 
например: гипноанализ (в том числе и трансактный), гипнодрама, гештальт-терапия, НЛП, в сочетании с когнитивно-поведенческой терапией[44]

Гипнотерапия применяется в различных целях, таких как, в частности:
- Лечение фобий[45][46][47][48][49][50]
- Лечение наркомании[51][52]
- Изменение привычек[53][54][55]
- Управление болью[56][57][58][59]
- Лечение кожных болезней[60]
- Достижение тех или иных спортивных результатов[61][62]
- Похудение[63][64][65]
- Релаксация[66]
- Предоперационная премедикация и гипнохирургия[англ.]

В январе 2001 года в журнале «Психология сегодня» была опубликована статья, в которой её автор, гарвардский психолог Дейдре Барретт, пишет:

Гипнотический транс не является терапевтическим сам по себе, но конкретные внушения и образы, передаваемые клиентам в трансе, могут глубоко изменить их поведение. Пробуя новые способы мыслить и чувствовать, они закладывают основу для будущих изменений…
Оригинальный текст (англ.)A hypnotic trance is not therapeutic in and of itself, but specific suggestions and images fed to clients in a trance can profoundly alter their behavior. As they rehearse the new ways they want to think and feel, they lay the groundwork for changes in their future actions...

 Барретт описала конкретные пути для изменения привычек и борьбы с фобиями с помощью гипноза. В своей книге по гипнотерапии 1998 года она рассматривает клинические исследования применения гипноза при лечении диссоциативных расстройств, табакозависимости и бессонницы и описывает успешное лечение этих расстройств.
В вышедшей в июле 2001 года статье в научно-популярном журнале Scientific American под названием «Истина и обманы гипноза» Майкл Нэш пишет, что, «используя гипноз, учёные временно создавали [у подопытных] галлюцинации, компульсии, различные виды потери памяти, ложные воспоминания и бред в лабораторных условиях, чтобы была возможность изучить эти явления в контролируемой среде».

#### Синдром раздражённого кишечника
Существуют исследования эффективности гипнотерапии при лечении синдрома раздражённого кишечника. Использование гипноза в лечении СРК получило умеренную поддержку в руководстве «Национального института здравоохранения и медицинского обслуживания», опубликованном для британских медицинских служб.

#### Воздействие на иммунную систему
Исследования показывают, что гипнотические внушения могут оказывать воздействие на иммунную систему. В частности, с помощью гипноза может быть уменьшена воспалительная реакция организма. Это достигается благодаря снижению проницаемости кровеносных сосудов в зоне воспаления. Также гипнотические внушения могут уменьшить отсроченные во времени аллергические реакции (эти реакции вызываются T-лимфоцитами, активирующими выделение провоспалительных цитокинов в ответ на попадание в организм веществ-антигенов, и могут проявиться через несколько часов после контакта с антигеном). Отмечено, что эффект гипнотического внушения зависит от типа антигена. Например, гипноз более эффективно уменьшает реакцию на туберкулин, чем на антигены ветряной оспы.
Выяснено, что гипнотическое воздействие способно уменьшить уровень лейкоцитов в зонах периферического кровообращения и усилить чувствительность лимфоцитов к стимуляции митогенами. Также обнаружено, что гипноз увеличивает секрецию иммуноглобулинов A (sIgA). Эти позитивные эффекты гипноза предположительно связаны с пребыванием пациента в состоянии гипнотического транса, а не с гипнотическими внушениями как таковыми. Также отмечено, что благотворное воздействие гипноза на иммунную систему более выражено у лиц, страдающих соответствующими заболеваниями, что может быть связано с более высокой мотивацией к выздоровлению.
Благодаря способности воздействовать на иммунную систему, гипноз, в частности, может быть полезен для лечения бородавок, вызванных локальными инфекциями, экземы, псориаза, атопического дерматита (см. Гипнодерматология) и астмы. Гипноз также может снизить интенсивность аллергических реакций немедленного типа, вызванных воздействием аллергена или такими медиаторами воспаления, как гистамин. На данный момент исследования не доказали эффективности гипнотерапии в долгосрочной перспективе в отношении снижения гиперчувствительности организма к антигенам.

#### Контроль над болью
Исследования с помощью нейровизуализации показывают, что гипноанальгезия связана с активацией передней поясной коры и многочисленных связанных с ней структур мозга. Наблюдается корреляция между степенью активации передней поясной коры и уменьшением боли под гипнозом. Эффект гипноанальгезии не уменьшается при использовании антагониста опиоидных рецепторов налоксона, поэтому предполагается, что гипноанальгезия достигается не за счёт выделения опиоидных пептидов, а благодаря изменению уровня дофамина.

Передняя поясная кора (выделена красным).

Ряд исследований показывает, что гипноз может уменьшить боль, испытываемую при санации ожоговых ран, удалении костного мозга и при родах. Международный журнал клинического и экспериментального гипноза обнаружил, что гипноз облегчил боль у 75 % из 933 субъектов, участвовавших в 27 различных экспериментах.
Гипноз эффективен для уменьшения боли и при борьбе с раком в качестве дополнительного метода, а также при других хронических заболеваниях. Тошнота и другие симптомы, связанные с неизлечимыми заболеваниями, также могут контролироваться с помощью гипноза.
Гипноз используется как метод обезболивания во время стоматологического лечения, в том числе и при хирургическом стоматологическом лечении. Некоторые исследователи сообщили, что гипноз может помочь даже тем пациентам, у которых есть острая или даже костная боль. Кроме того, Мейерсон и Узиэль предположили, что гипнотические методы могут быть очень полезны для облегчения тревоги у пациентов, страдающих тяжёлой формой дентофобии.
Гипноз также использовался в качестве вспомогательного средства или альтернативы химическому обезболиванию, была изучена его эффективность при кожных заболеваниях.

#### Посттравматическое стрессовое расстройство
В период между концом XIX века и серединой XX века гипноз был основным методом лечения посттравматического стрессового расстройства, но в настоящее время не было проведено большого количества научных исследований его эффективности. Тем не менее, например, исследование, проведённое в 2008 году в Израиле на ветеранах боевых действий, показало значительное улучшение симптомов при применении гипнотерапии по сравнению с использованием золпидема в контрольной группе (особенно в отношении улучшения сна, уменьшения симптомов депрессии и улучшения концентрации внимания); при этом эффект гипнотерапии сохранялся как минимум в течение месяца после её применения.
Преимуществом применения гипноза для терапии ПТСР является то, что он может применяться, например, при черепно-мозговых травмах, когда другие терапевтические подходы неэффективны из-за утомляемости пациента, а также проблем с памятью и концентрацией внимания.. Эффект часто достигается быстрее, чем при использовании когнитивно-поведенческой терапии.
Отмечено также, что при ПТСР гипнабельность (то есть восприимчивость к гипнозу) повышена. Это более характерно для индивидов, перенёсших неоднократную травму. Видимо, дело в том, что в этом случае возникает симптом диссоциации, то есть изменённого состояния сознания, сходного с гипнотическим трансом (см. Трансовое расстройство). Предполагается, что иногда при ПТСР индивид сознательно пользуется диссоциацией для защиты от тяжёлых переживаний. Эта развившаяся в результате травмы способность к трансовой диссоциации может использоваться в гипнотерапии целенаправленно. Важно также то, что при ПТСР воспоминание о травмирующей ситуации останется заблокированным в миндалевидном теле мозга без указания, где, когда и почему событие имело место (см. Механизм формирования травматических воспоминаний при ПТСР). Эта особенность ПТСР может быть полезной при применении техник гипноза и самогипноза, поскольку миндалевидное тело неспособно отличить реальную ситуацию от воображаемой. Таким образом, если пациент воображает себя в приятной или безопасной ситуации, тревожная активность миндалевидного тела снижается, и это может содействовать выздоровлению.
В гипнотерапии психологических травм часто используется следующая схема:
1. Первый этап: стабилизация состояния пациента, уменьшение интенсивности симптомов, повышение самоконтроля над симптомами. На этом этапе гипноз используется для релаксации, чтобы пациент стал способен ощущать состояние покоя и безопасности, а также с помощью самогипноза сохранять это состояние в своей повседневной жизни. Гипнотические внушения могут быть направлены на такие симптомы ПТСР, как, например, беспокойство, физическая боль, нарушения сна. Может использоваться техника «Безопасное место»[95] (научиться воображать себя в месте, которое ассоциируется с состоянием расслабленности и спокойствия[96]) и техники для «усиления Это».[95]
2. Второй этап: обращение к травматическим воспоминаниям (в частности, иногда используется техника возрастной регрессии). Переход к этому этапу производится после того, как были установлены доверительные отношения с пациентом и когда у пациента созданы достаточные личностные ресурсы, чтобы быть способным чувствовать себя в безопасности и суметь справиться с эмоциями, связанными с воспоминаниями[97]. Целью этого этапа является проработка и интеграция всех аспектов травматического опыта (ощущения, мысли, эмоции) в безопасном контексте[98]. Можно предложить пациенту проецировать травматические образы, ощущения и мысли на воображаемый экран (например, на экран телевизора или компьютера, на поверхность спокойного озера, зеркала или голубого неба). Эта техника помогает отделить воспоминаний от физически болезненных ощущений. Пациенту также можно внушить, что он может контролировать то, что происходит на воображаемом экране (менять цвета, громкость звука, скорость движения).[96] Можно также предложить пациенту вообразить травматическое событие на левой стороне экрана, а справа поместить изображение того, что он сделал, чтобы совладать с ситуацией, защитить себя или кого-либо другого (это помогает пациенту осознать, что беспомощность и унижение были лишь одним из многих аспектов события)[99]. Также гипнотерапевт может использовать следующие техники: вызвать абреакцию, которая может дать выход избытку сдерживаемых негативных эмоций, которые не были выражены в момент травмирующего события[92] . При использовании абреакции важно привнести в переживаемый травматический опыт дополнительные позитивные ресурсы, поддержку и новое понимание опыта. Благодаря этому травма в значительной степени нейтрализуется, а пациент получает возможность переосмыслить события прошлого без излишней эмоциональной вовлечённости и более конструктивно;[100] использовать вышеописанный метод пролонгированного погружения в воображении, но пациент делает это в состоянии гипнотического транса; помочь пациенту вообразить иное, менее травматичное завершение события[92]. Эффект этих методов связан с так называемым эффектом Зейгарник: действие, которое не было завершено в прошлом, занимает больший объём в памяти и продолжает беспокоить разум. Возможность завершить действие, даже в воображении, имеет позитивный терапевтический эффект [101].
3. Третий этап: создание способности к саморазвитию, а не застыванию в травматических переживаниях. Индивид становится способен сам корректировать свое состояние при помощи самогипноза. Некоторые техники, такие как временная прогрессия, могут помочь избавиться от чувства беспомощности перед будущим, установить реалистичные цели на будущее[102].

#### Другое медицинское и психотерапевтическое использование
Степень эффективности гипноза при контроле за привычками различается. Мета-исследование, в котором изучался гипноз как инструмент для прекращения курения, показало, что его эффективность варьируется от 20 до 30 процентов, а в 2007 году наблюдение за пациентами, госпитализированными по поводу сердечных и лёгочных заболеваний, показало, что курильщики, использовавшие гипноз, чтобы бросить курить, удвоили таким образом свои шансы на успех.
Медицинские сёстры большинства психиатрических учреждений США имеют право применять гипноз к пациентам для облегчения таких симптомов, как беспокойство, возбуждение, негативное или неконтролируемое поведение, а также для улучшения их самооценки и уверенности. Это разрешено только в том случае, если они полностью прошли клиническую подготовку и осведомлены о возможных побочных эффектах или находятся под наблюдением наставника.
Противопоказания
Существует несколько медицинских противопоказаний для лечения гипнозом:
- некоторые психические заболевания,
- проблемы с сердцем или дыханием,
- эпилепсия.

Также существуют субъективные преграды для гипнотерапии — страх и искажённое представление о сеансе.

### Немедицинское применение гипноза
В середине XX века в США агенты ФБР в сотрудничестве с психологами стали использовать гипноз для раскрытия особо запутанных преступлений, большую часть которых составляли насильственные преступления. Гипноз использовался для получения дополнительной информации у свидетелей и потерпевших. Нередки случаи, когда человек (потерпевший, свидетель) не может воспроизвести известную ему информацию вследствие естественного заболевания или по причине развития амнезии стрессового или травматического характера. Для получения информации в таких случаях в середине 1960-х годов в США и был разработан метод «следственного гипноза».
Однако в 1980-е—1990-е годы метод гипноза был частично дискредитирован случаями, когда люди под гипнозом вспоминали о якобы совершенных против них сексуальных преступлениях, но эти обвинения не удавалось убедительно подтвердить. Критики такого метода утверждали, что гипнотизёр может внушить человеку убеждение в том, что произошло нечто, что на самом деле не происходило («синдром ложной памяти»). В начале 1980-х годов суды США резко ограничили допустимость свидетельств, полученных в результате применения гипноза, в качестве доказательств.

### Самогипноз
При самогипнозе человек вводит себя в гипнотический транс сам, зачастую применяя при этом самовнушение. Данный метод часто используется для повышения мотивации в процессе снижения веса, для борьбы с курением или для уменьшения эмоционального напряжения. Иногда люди, практикующие самогипноз, нуждаются в помощи со стороны; некоторые из них применяют устройства, известные как «мозговые машины», чтобы помочь себе в этом процессе, тогда как другие используют гипнотические аудио- и видеозаписи.
Самогипноз претендует на роль помощника при борьбе со страхом сцены или при расслаблении; также с его помощью можно достичь улучшения самочувствия.

## Альтернативный взгляд на феномен гипноза
Помимо теории, утверждающей, что гипноз — особое состояние сознания, существует ещё и альтернативный взгляд. Николас Спанос вслед за Р. У. Уайтом, С. Т. Сарбином, М. Т. Орном и Т. К. Барбером утверждал, что гипноза как физиологического состояния нет; гипноз — всего лишь поведение, вызванное повышенной мотивацией. По его мнению, загипнотизированный, желая удостовериться в эффективности гипноза и убедить в этом окружающих, начинает поддаваться влиянию гипнотизёра и интерпретирует свои действия как навязанные извне. В серии экспериментов Спанос показал, что состояние гипноза зависит от ожиданий и мотивированности объекта воздействия. Спанос выступал против Гильгарда (Хилгарда) и других убеждённых в том, что гипноз является изменённым состоянием сознания или состоянием диссоциации сознания.

## Позиция религии

### Русская православная церковь
Православная церковь настороженно относится к гипнозу, считая его неконтролируемым насильственным вмешательством в человеческую психику; некоторые деятели церкви приравнивают гипноз к оккультизму.
Гипноз был осуждён в «Журнале Московской патриархии» за 1989 год[кем?] как явление[стиль], «разрушающее дух человека, являющееся[стиль] сознательным служением злу и использующее тёмные силы духовного мира».
В изданной Свято-Троицким собором Александро-Невской лавры книге «Таинство покаяния» гипноз называется видом «колдовства и чародейства» и приравнивается к чёрной магии, обращение к гипнологам строжайше запрещается.
По мнению председателя Общества православных врачей Санкт-Петербурга врача и священника Сергия Филимонова, для православного христианина недопустимы все методы лечения, связанные с внедрением в психику человека, включая гипноз и самовнушение.
В то же время мнения членов церковно-общественного совета по биомедицинской этике относительно этической допустимости применения гипноза в медицинской практике разделились. Некоторые священники видят в гипнозе чисто медицинскую методику, пригодную скорее для лечения физиологических состояний, опирающуюся при этом на такие грани в отношениях врача и больного, которые «не только благословлены, но и прямо установлены Богом» (например, сострадательная любовь).

### Другие
Римско-католической церковью был наложен запрет на использование гипноза прихожанами до середины XX века, однако в 1956 году Папа Пий XII снял этот запрет с поправкой на использования его лишь в медицинских целях, в частности — в качестве анестезии при родах. Прочие крупные западные направления христианства сняли наложенные запреты ранее либо в тот же период времени. Лишь несколько небольших религиозных направлений, в частности адвентисты седьмого дня и христианская наука, сохраняют табу на применение гипноза в любых целях.
Восточные религии типа буддизма, индуизма и синтоизма изначально не выступали против гипноза, поскольку сами предписывают адептам практику медитативных техник, близких к самогипнозу.